# Besleria insolita
Besleria insolita är en tvåhjärtbladig växtart som beskrevs av Conrad Vernon Morton. Besleria insolita ingår i släktet Besleria och familjen Gesneriaceae. Inga underarter finns listade i Catalogue of Life.